# فرناندو تری
فرناندو سرجیو مارسلو مارکوس بلاوند تری (۷ اکتبر ۱۹۱۲ - ۴ ژوئن ۲۰۰۲) سیاستمدار پرویی بود که دو بار به عنوان رئیس جمهور پرو (۱۹۶۳–۱۹۶۸ و ۱۹۸۰–۱۹۸۵) خدمت کرد. او در سال ۱۹۶۸ توسط یک کودتای نظامی برکنار شد و پس از دوازده سال حکومت نظامی، در سال ۱۹۸۰ دوباره انتخاب شد.